# Eriophyes laevis
Espèce
Eriophyes laevis, le phytopte du lilas, est une espèce d'acariens de la famille des Eriophyidae.
Cet acarien ravageur attaque des végétaux d'ornement, le lilas et le troène, provoquant le dessèchement des bourgeons ainsi qu'une décoloration du limbe et l'incurvation du bord des feuilles. Il est responsable de la formation de galles sur les feuilles de l'aulne glutineux.